# Freundeskreis Reichsführer-SS
Il Freundeskreis Reichsführer-SS (Circolo degli amici del Reichsführer-SS) venne creato nella primavera del 1934, dopo che Himmler strinse amicizia con Wilhelm Keppler, un dirigente delle IG Farben.

## Storia
Questo circolo comprese un gruppo di ricchi industriali e di consulenti finanziari che versò regolari contributi finanziari a sostentamento delle attivitià culturali e sociali delle SS in cambio della protezione di Himmler; durante tutta la vita del Terzo Reich il Freundeskris depositò somme enormi nelle casse delle SS in cambio di contratti vantaggiosi nei territori occupati e di manodopera a basso costo dai campi di concentramento. Il tutto veniva versato in un conto speciale il "Sonderkonto S" presso la Banca di Colonia.

## Membri
Di seguito la lista, conosciuta, dei membri del Freundeskris:
- Hermann Behrends, Generalleutnant der Polizei und Gruppenführer der Waffen-SS, Höherer SS- und Polizeiführer di Serbia e Montenegro e comandante del Volksdeutschen Mittelstelle (VOMI)[4][5][6]
- Rudolf Bingel, direttore del gruppo elettrico Siemens[4][5]
- Gottfried von Bismarck-Schönhausen, presidente della zona di Stettino e in seguito di Potsdam[4][5]
- Karl Blessing, dopo la guerra presipende della Bundesbank[4][5]
- Wilhelm Börger, sottosegretario del Ministero del Lavoro[4][5]
- Heinrich Bütefisch, direttore della IG Farben[4][7][5]
- Kurt Dellmann, SS-Obersturmführer[5]
- Fritz Dermitzel[4][5][8]
- Rudolph Firle, Norddeutscher Lloyd[9]
- Hans Fischböck, commissario del Reich per il Piano quadriennale di sviluppo[4][5]
- Friedrich Flick, direttore delle industrie di acciaio Mitteldeutsche Stahlwerke[4][7][5]
- Herbert Ludwig Wilhelm Göring, segretario del Ministero dell'Interno, cugino di Hermann Göring[4][5]
- Karl Ferdinand Ritter van Halt, direttore della Deutsche Bank[4][5]
- Franz Hayler, segretario di stato del Ministero dell'Economia[4][7][5]
- Ewald Hecker[4]
- Emil Helfferich, presidente del CdA della compagnia di trasporti HAPAG[4][5][9][10]
- Otto Heuer, Amministratore delegato di Schütte AG[11]
- Georg Paul Erich Hilgenfeldt[4][5]
- Richard Kaselowsky, direttore della August Oetker Backpulver di Bielefeld[4][5][9]
- Hans Kehrl, SS-Oberführer
- Wilhelm Keppler, segretario di stato del Ministero dell'Interno[4][5][9]
- Fritz Kiehn, produttore di carta e SS-Obersturmbannführer
- Wilhelm Otto Max Kleinmann[5]
- Fritz Kranefuss, aiutante di Himmlers[4][7][5]
- Karl Vincent Krogmann, Oberbürgermeister (sindaco) di Amburgo[4][5]
- Karl Lindemann, direttore della Norddeutscher Lloyd, Melchers&Co., di Brema[4][7][5][9]
- Freiherr von Lüdinghausen[8]
- Emil Meyer, commissario esecutivo della Banda di Dresda[4][5]
- Werner Naumann, segretario di stato del Ministero della Propaganda[4][5]
- Otto Ohlendorf, segretario di stato del Ministero del Lavoro[4][7][5]
- Alfred Olscher, direttore dell'associazione delle assicurazioni del Reich[4][5]
- Oswald Pohl, direttore del WVHA[4][7][5]
- Karl Rasche, direttore della Banca di Dresda[4][7][5]
- Herbert Reichenberger, SS-Untersturmführer[8]
- Friedrich Reinhardt, presidente del CdA della Commerzbank[4][7][5]
- Helmut Röhnert, direttore dell'industria per la lavorazione dei metalli Lüdenscheid[12]
- Erwin Rösener[5][13]
- August Rosterg, nel CdA dell'industria di potassio Wintershall[4][5]
- Hjalmar Schacht, Ministro dell'Economia, presidente della Reichsbank[14]
- Walter Schieber[5]
- Heinrich Schmidt, direttore dell'industria di potassio Wintershall[4][5]
- Kurt Schmitt, per un breve periodo Ministro dell'Economia, poi nel CdA dell'industria per la lavorazione dei metalli Lüdenscheid[5]
- Kurt Freiherr von Schröder, direttore della Banca di Colonia[4][5]
- Ernst Schäfer, SS-Standartenführer dell'Ahnenerbe[4]
- Wolfram Sievers, ufficiale dell'Ahnenerbe[4][5]
- Otto Steinbrinck, direttore del consorzio di acciaierie Gewerkschaft Preußen[4][5]
- Albert Vögler, direttore della Vereinigte Stahlwerke AG[4][7][5]
- Wilhelm Voss, direttore della Hermann-Göring-Werke[4][5]
- Hermann Waldhecker, direttore della Reichsbank[4][5]
- Hans Walz, direttore dell'industria chimica Bosch[4][7][5]
- Franz Heinrich Witthoeft[5][15]
- Karl Friedrich Otto Wolff[4][5]
- Walther Wüst[5][13]